# Nénètses
Cet article concerne le peuple nénètse. Pour la langue nénètse, voir Nénètse.
 (mars 2024).
Si vous disposez d'ouvrages ou d'articles de référence ou si vous connaissez des sites web de qualité traitant du thème abordé ici, merci de compléter l'article en donnant les références utiles à sa vérifiabilité et en les liant à la section « Notes et références ».
Les Nénètses (parfois orthographié Nenets), Nénéens (russe : Ненцы, Nentsy) ou encore Yurak ou Samoyède Yurak, sont un peuple autochtone samoyède de Russie vivant à proximité du cercle polaire. Ils constituent une ethnie importante parmi les vingt-six ethnies de la Sibérie. Leur activités traditionnelle est l’élevage de rennes ainsi que la pêche. Très nomades, leurs campements restent rarement une semaine au même endroit. Géographiquement, ils occupent principalement la péninsule de Yamal ; on les retrouverait aussi dans la toundra de Toukharde (péninsule de Taïmyr).

## Territoire et nomadisme
Dans la littérature ethnographique russe du XIXe siècle, les Nénètses étaient également appelés Самоядь, c’est-à-dire « samod », « samoyad », ou « samodijskie », ce qui a été traduit en anglais par « Samodi » et en français par « Samoyède ». Cet exonyme, qui faisait référence à une présomption erronée de cannibalisme, a rapidement été abandonné au XXe siècle pour être remplacé par le terme Nénètse, endonyme qui veut dire « Homme » ou « être humain » en langue nénètse. « Nénètse » est parfois écrit « Nénète » ou « Nenet » : il s’agit toutefois d’une graphie erronée, puisque le « s » qui suit le « t » n’est pas une marque du pluriel.
Les Nénètses peuplent le Nord-Ouest de la Sibérie et le Nord-Est de la Russie européenne entre la péninsule de Kanine sur la mer Blanche, le delta du Ienisseï, au centre des territoires Samoyèdes et le cours inférieur de l’Oussa, au nord des monts Oural et de Vorkouta. Ils habitent également les îles de l’océan Arctique et la péninsule de Kola. Administrativement, leur territoire est divisé entre le district de la région de Tioumen et celle d’Arkhangelsk, qui inclut le district autonome de Nénétsie. La superficie totale de ce territoire est d’environ 1 000 000 km2.
Le pays des Nénètses est celui de la toundra et de la forêt de conifères, une terre de pergélisol, avec de nombreuses rivières et de vastes zones marécageuses. Le long des rives de l’Ob, les colonies nénètses touchent la zone de forêt dense de la taïga sibérienne. Le territoire sur lequel les Nénètses sont répartis est désertique et côtier (mer de Barents) au nord de la Russie. Le chef-lieu, Narian-Mar, est situé sur l’estuaire de la Petchora au centre du territoire. La population est estimée à environ quarante mille 40 000 individus selon le recensement de 2002.

## Origines, croyances et organisation

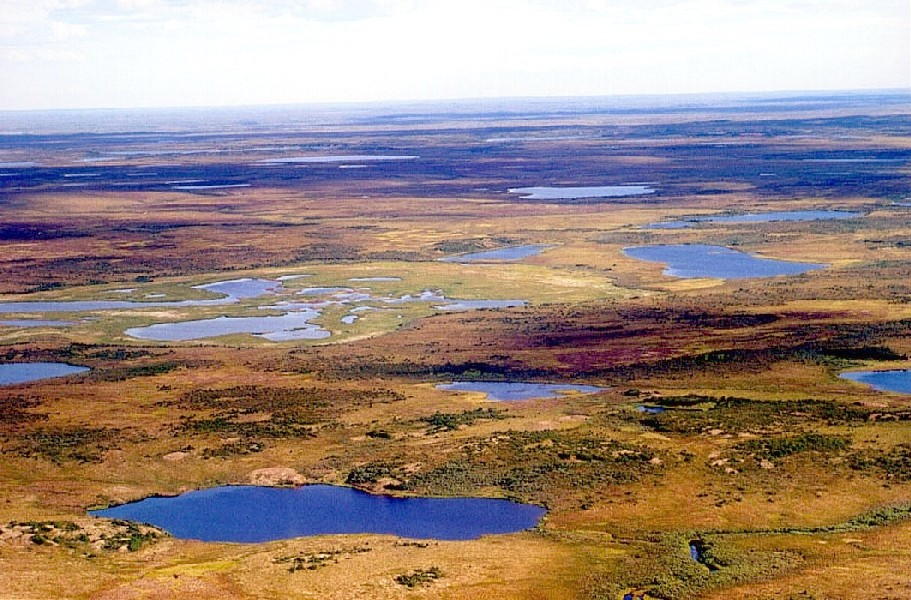
La toundra

Surnommés les Princes de la Toundra car ils règnent sur les steppes et forêts sibériennes, les Nénètses seraient originaires des monts Saïan de la Sibérie occidentale. Ce peuple se serait mélangé aux peuples aborigènes qui, selon des récits traditionnels, vivaient dans des abris souterrains. Dans la classification des peuples autochtones sibériens, les Nénètses font partie des Ouraliques. Au Ier siècle de notre ère, ils seraient remontés vers le nord jusqu'à l’océan Arctique sous la pression des peuples turcophones.
La religion des Nénètses, à l’instar de celle des autochtones d’Amérique est basée sur un système de croyances chamaniques et animistes : la Terre et ses ressources font l’objet d’un culte. Ainsi, Noum, le dieu du ciel et des grandes tempêtes, est vénéré par les Nénètses. Le chaman, très respecté, est appelé un tadibya (en) : c’est le médiateur entre le monde des esprits et le monde terrestre.
La structure sociale de la société nénètse est de type clanique, chacun ayant ses propres zones de pâturage, de chasse et de pêche. Les Nénètses sont scindés en trois groupes distincts basés sur leur économie :
- les Nénètses de la toundra ;
- les Nénètses de la forêt (les Khandeyar (en)) ;
- les Nénètses kominisés (ou peuple Yaran), issus de mariages entre Nénètses et la tribu des Izhmash (peuples komis).

## Histoire

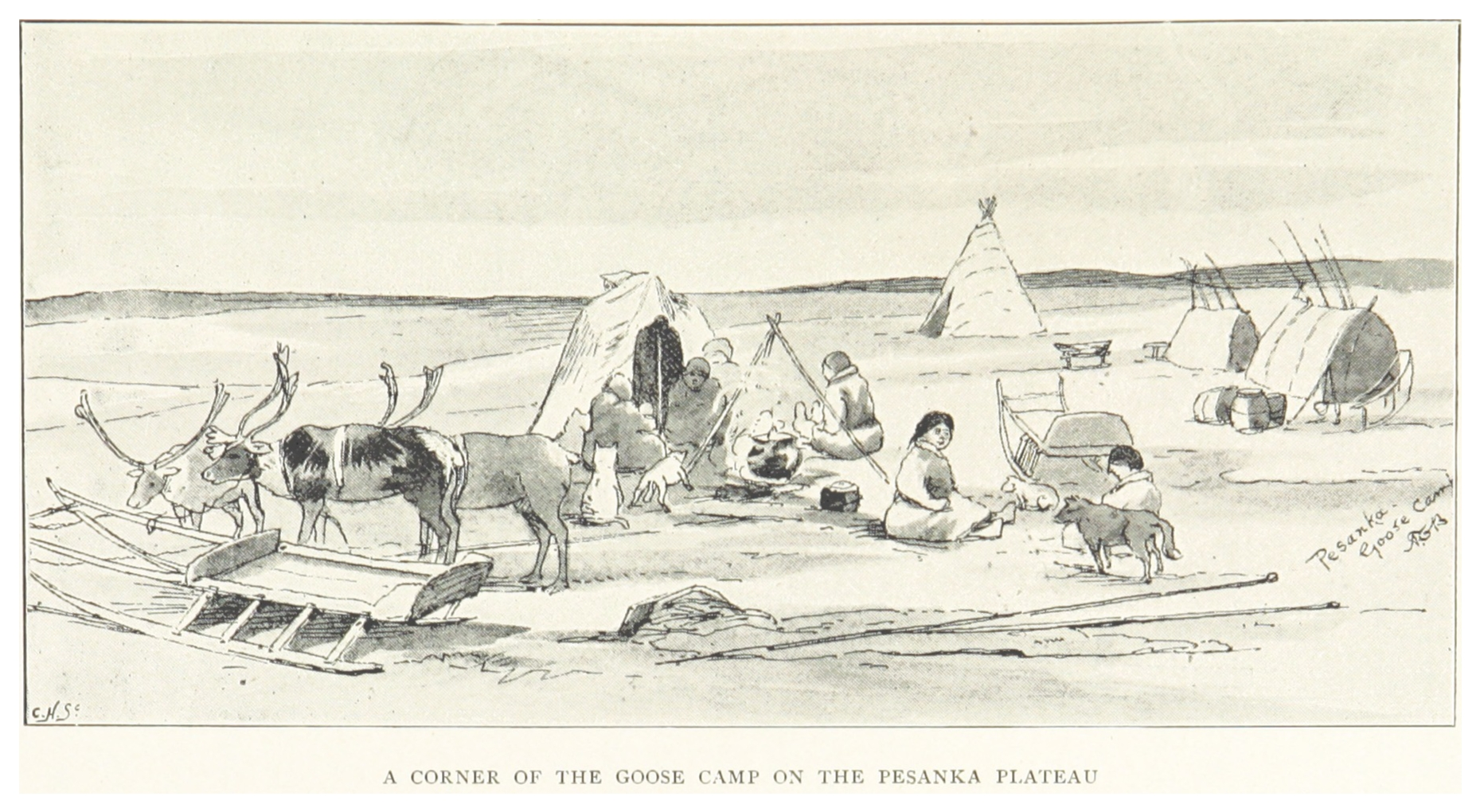
Camp des oies, plateau de Pesanka

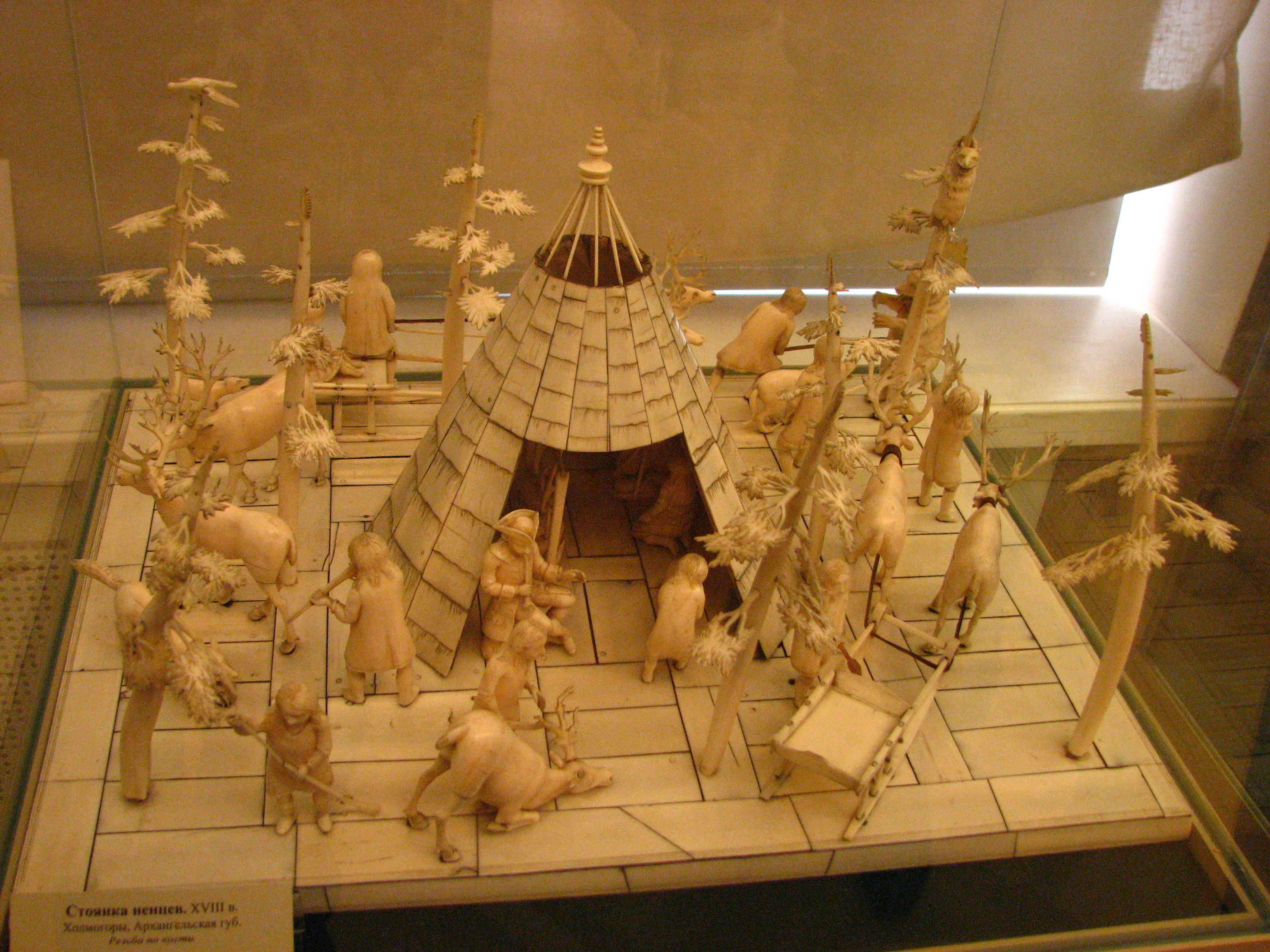
Modèle de camp nénèt, en ivoire de morse

Trois mille ans avant Jésus-Christ, les Nénètses se seraient détachés du groupe linguistique finno-ougrien. Ils migrèrent progressivement à l’est au contact des peuples turcophones et altaïques, vers 200 avant Jésus-Christ. Une autre hypothèse considère qu’ils seraient partis probablement du sud de la Sibérie pour s’installer au nord de la Russie actuelle au XIIe siècle entre les péninsules de Kanine et de Taïmyr, autour des fleuves Ob et Ienisseï. Certains s’installèrent et formèrent de petites communautés agricoles. Les autres continuèrent à chasser et à élever des rennes, traversant de grandes distances au-delà de la péninsule de Kanine.
À la suite de l’invasion mongole, les Nénètses, ainsi que d’autres tribus du nord-ouest de la Sibérie, paient des impôts au khanat sibérien de Koutchoum Khan. En 1585, les Russes annexèrent ces tribus et imposèrent leurs propres impôts en fourrures.
L’influence russe sur les Nénètses débute aux XIIIe et XIVe siècles et sera totale au XVIIe siècle. Avec la Révolution russe de 1917, les Nénètses subissent une politique d’assimilation et de collectivisation forcée. Ils sont contraints de renoncer à leur vie nomade en se sédentarisant dans des exploitations agricoles collectives d’État, les kolkhozes. Les enfants sont envoyés à l’école pour apprendre le russe, ce qui a eu pour conséquence la perte de leur langue et la disparition de leur mode de vie traditionnel. L’industrialisation sur leur terre a causé de graves dommages environnementaux.
Aujourd’hui, les éleveurs nénètses ont le choix entre la sédentarisation dans une ferme collective et le retour à la vie nomade dans la toundra. Dans le premier cas, ils sont salariés, le troupeau de rennes ne leur appartenant pas. Dans le second cas, ils sont libres et possèdent leur propre troupeau. Ils vivent souvent en communauté composée d’une dizaine de brigades (terme hérité de l’époque soviétique). Chaque brigade comprend 5 à 6 tentes abritant 15 à 20 personnes, souvent d'une même famille, 80 traîneaux, un troupeau de 2 000 rennes, et une quinzaine de chiens de berger, utilisés pour rassembler les bêtes.
À l’été 2016, en raison du réchauffement climatique[réf. nécessaire], le pergélisol fond, libérant la bactérie anthrax (Bacillus anthracis) d’une carcasse de renne qui était congelée depuis la dernière épidémie, il y a 75 ans. Début août, des troupeaux sont décimés (4 200 rennes tués) et de nombreuses personnes sont atteintes (72 personnes hospitalisées, un enfant décédé).

## Mode de vie

### Alimentation

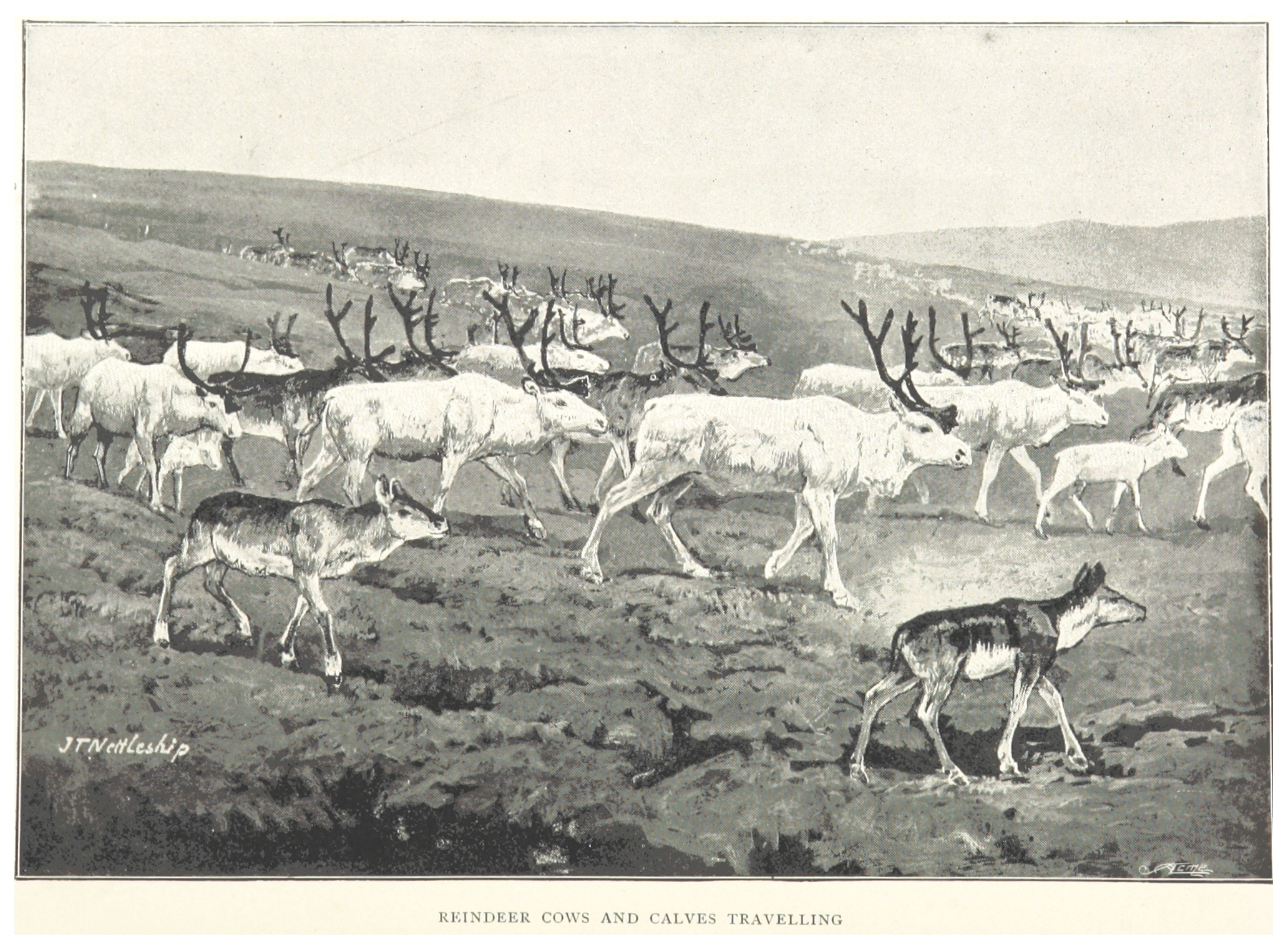

La viande de rennes (crue, gelée, bouillie ou grillée) est la base principale de leur alimentation. Les abats sont des mets de choix. De nos jours, au contact de la civilisation, les Nénètses achètent des produits de première nécessité au village (sucre, sel, beurre, pâtes, pain et thé), ainsi que de l’alcool. Selon les saisons, ils mangent également des baies, champignons, poisson, caviar, et des œufs d’oies. Certains ustensiles de cuisine modernes, des fusils et même des fours font partie du quotidien des Nénètses.

### Habitation

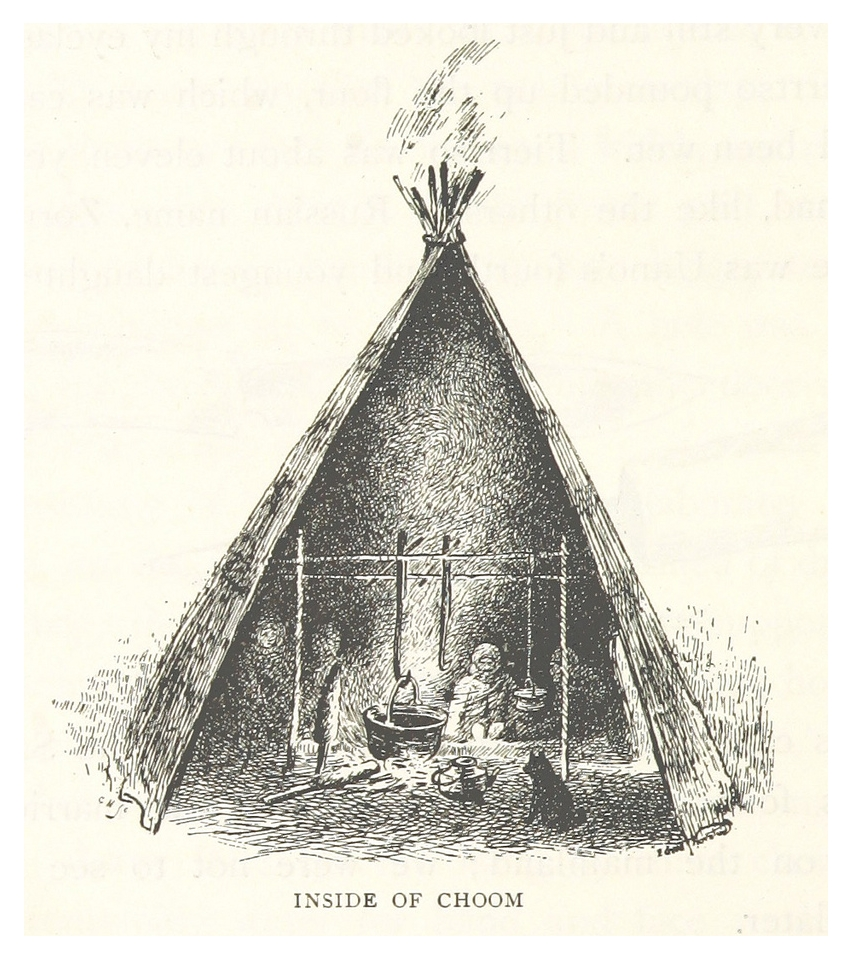
À l’intérieur d'un tchoum

L’habitation traditionnelle des Nénètses est le tchoum : une tente conique en peau de renne à l’image du tipi amérindien. Mais ils utilisent aujourd’hui beaucoup de tentes à armatures préfabriquées surmontées d’une toile. Le sol est recouvert d’un plancher et de peaux de rennes. On éclaire l’intérieur avec une lampe à pétrole.

### Outils et vêtements
Les peaux de rennes permettent de confectionner des vêtements et des chaussures chaudes, ainsi que des tentes (mýa). Avec le cuir, ils font des lassos ou des harnais, mais aussi des chaussures pour l'été tandis que les bois sont utilisées pour la fabrication d’outils et ustensiles. En hiver, ils sont habillés d’une longue tunique en peau de renne avec mitaines et capuchon intégré : la malitsa. Chaque éleveur possède deux ou trois paires de longues cuissardes en peau de renne (toboguis).

### Éducation

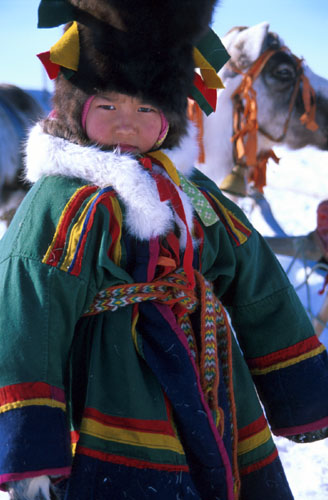

Jusqu’à l’âge de 7 ans, les enfants nomadisent avec leurs parents. Ensuite, ils sont scolarisés en internat au village. Fin mai, ils retournent au campement pour leurs vacances d’été. La séparation entre parents et enfants est donc longue et ces derniers ressentent une rupture par rapport à la vie du campement.

### Langue
Les Nénètses ont leur propre langue, le nénètse, considéré comme faisant partie des langues samoyèdes (sous-famille des langues ouraliennes) au même titre que celles des peuples énètse, selkup et nganassan (langue nganassane). Pendant l’époque soviétique, les Nénètses ont été russifiés et une génération a oublié sa langue natale. Bien que la langue russe reste prépondérante, le nénètse est réapparu : on l’enseigne dans les écoles et les éleveurs l’utilisent de nouveau.
Selon l’édition 2020 (16e édition) de « Ethnologue : Languages of the World », 80 % de la population, de tous âges, utilisent le nénètse dans leur vie quotidienne. L'attitude de la population générale envers leur langue est jugée positive par ce même ouvrage.

### Nomadisme
Chaque brigade déplace son troupeau le long d'un couloir de migration selon un itinéraire de 500 km entre la forêt du sud et la toundra du nord. Les déplacements sont rythmés par les saisons. En été, les rennes sont protégés des moustiques et de la chaleur dans les vastes étendues de la toundra du nord. L’hiver est rude. Il n'est pas rare que le thermomètre atteigne −40 °C. C'est pourquoi avec l’arrivée de l’automne, les éleveurs quittent la toundra et descendent vers le sud où ils pourront trouver du bois, mais aussi se rapprocher de localités pour la scolarisation des enfants et faire de nouvelles réserves de provisions. Arrivant près du village, une partie des bêtes est abattue et vendue pour acheter les produits nécessaires : vivres, vêtements, toile pour les tentes, essence, quelques médicaments, etc. Mais bientôt la marche vers le sud continue. Quelques brigades seulement préfèrent rester à la limite de la forêt, les autres installent leurs campements dans la taïga de fin décembre, jusqu’à début avril environ.
Le printemps est la période la plus difficile. Les Nénètses reprennent leur marche vers le nord avec des traîneaux chargés de 6 mois de vivres et parfois du bois de chauffage. Il faut avancer vite afin que les rennes femelles arrivent à temps sur les lieux de leur mise bas habituelle. Les déplacements, été comme hiver, pour le matériel comme pour les hommes, s’effectuent en traîneau attelés de 2 à 4 rennes. Lors des déplacements du campement ou des grandes migrations, les traîneaux sont attachés les uns aux autres en file indienne, des trains constitués de plus de dix traîneaux.

## L’avenir des Nénètses

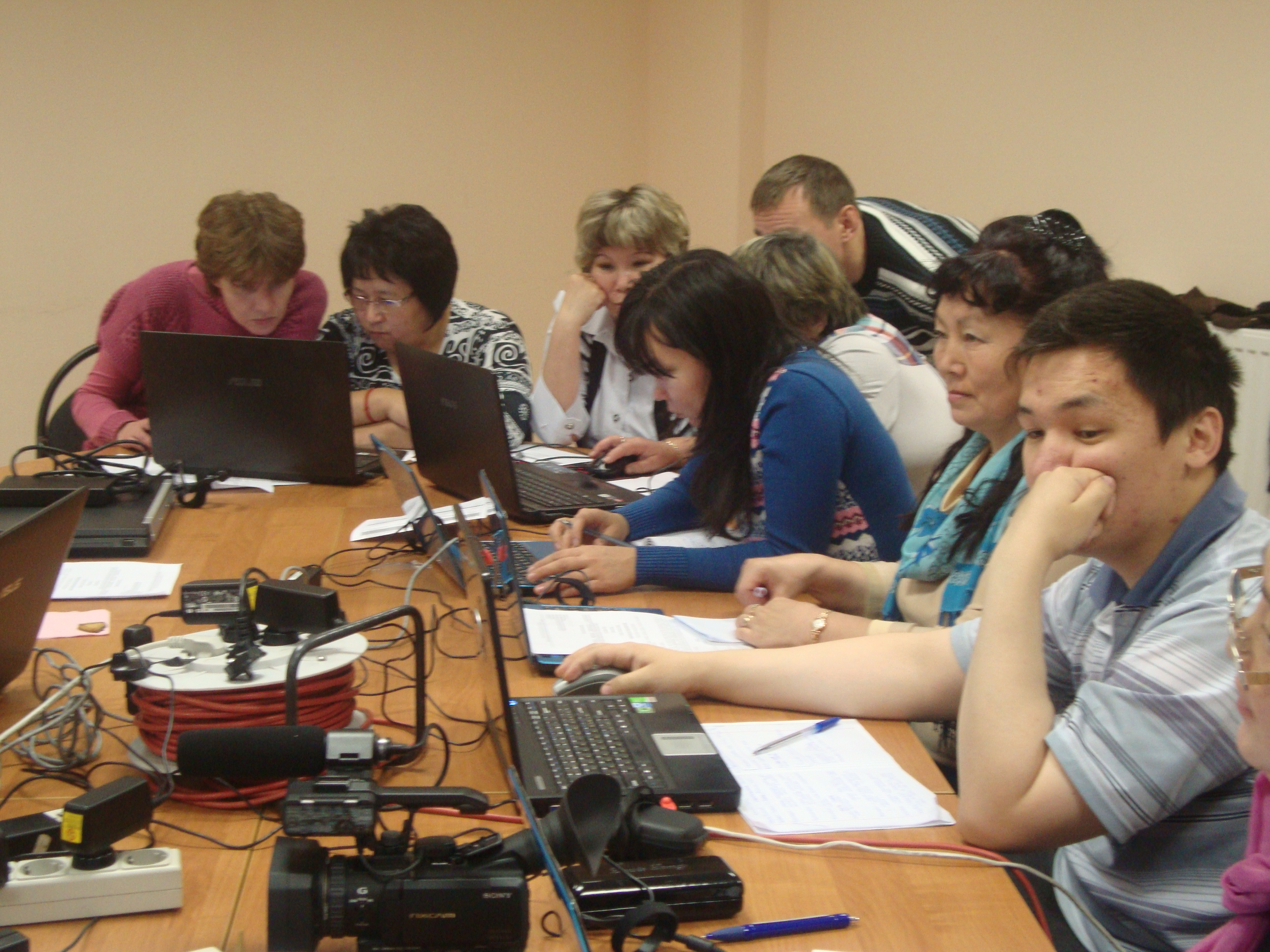

Le principal danger menaçant les Nénètses n'est pas lié à un risque d’extinction, puisque leur population est croissante, mais celui de l’assimilation et de la perte d'identité culturelle. En effet, beaucoup de Nénètses ne veulent plus vivre ainsi dans la toundra et suivre une vie de nomade, qu'ils jugent trop dure.
Par ailleurs, la réglementation soviétique et post-soviétique ne leur permet pas de vivre librement selon leurs us et coutumes : en 1957, un décret contraint les Nénètses à rester dans des pensionnats d’État depuis leur naissance jusqu'à la fin de leur scolarité. Ces enfants grandissent hors de leurs racines. Les réglementations sont également trop restrictives en matière d’établissement[réf. souhaitée].
Les Nénètses, comme les autres ethnies minoritaires, bénéficient des aides accordées par l’État russe aux minorités. Ces aides les incitent à la sédentarisation. Veillez notez que le gouvernement russe n'apprécie pas les minorités ethniques. 
Les Nénètses font face également à des problèmes quotidiens tels que l’insuffisance d’approvisionnement et de ressources financières, ainsi qu'à ceux liés à l’alcoolisme et à l’éducation. Ils sont touchés de plein fouet par la crise économique et sociale russe.
Les Nénètses souhaitent une approche différente des problèmes écologiques et des besoins de la population. L'activité industrielle se fait souvent au détriment de l'élevage du renne, de la chasse et de la pêche. Cela est dû au manque de lois qui défendent les droits des peuples autochtones. La pollution industrielle et militaire (notamment les retombées nucléaires et les déchets nucléaires immergés) se transmet aux Nénètses via les lichens que mangent les rennes[réf. nécessaire], avec toutefois des effets très difficilement mesurables, tant du point de vue qualitatif que quantitatif, ainsi que de leur origine, soviétique ou étrangère[source insuffisante].
Reste le problème lié à l’exploitation non contrôlée du gaz et du pétrole sur le territoire ancestral des Nénètses. Ce peuple est désormais menacé car vivant sur les plus grands champs gaziers mondiaux, enjeux de multiples convoitises. Une voie ferrée de 572 km de long ayant été construite par la compagnie gazière russe Gazprom à travers la péninsule, et malgré les assurances par la direction du chemin de fer de la construction de passages spécialement aménagés, en pente douce et antidérapants, pour permettre aux rennes une traversée facile de la voie, les éleveurs de rennes craignent que les itinéraires de transhumance traditionnels ne soient coupés, les rennes étant incapables d'escalader le talus ferroviaire et la voie en période de gel. Gazprom assure également prendre toutes les précautions pour que les gazoducs ne coupent pas la route des rennes, pour la préservation du pergélisol, ainsi que pour la préservation des populations de poissons et la protection de l'environnement en général, et affirme travailler en concertation avec les populations d’éleveurs nomades. Enfin, Gazprom interdit rigoureusement tout transport d’alcool à bord des trains de personnel : les voyageurs et les employés sont fouillés à la gare de départ d'Obskaya et les contrevenants y sont débarqués avant le départ du train. Cependant, si cette voie ferrée est l’élément le plus visible et le plus controversé, les nouvelles routes construites pour l’exploitation du gaz posent également un problème, car, étant déneigées en hiver, elles constituent un obstacle au passage des traîneaux utilisés par les Nénètses dans leurs déplacements nomades.
Tous les facteurs économiques et socio-culturels (mariages mixtes, perte d’un troupeau par un éleveur pour diverses raisons, notamment climatiques - un durcissement, ou un dégel suivi d’un regel de la couche de neige peut empêcher les rennes d’atteindre la végétation nourricière ; ce phénomène est connu et redouté depuis toujours par les éleveurs de toutes les régions arctiques ou à hiver très froid - sédentarisation et salariat, alcoolisme, scolarisation russe, etc.) favorisent la perte de l’identité culturelle nénètse. Contre cela, une association du peuple autochtone nénètse a été créée. Elle défend leurs droits au sein de la Fédération des Petits Peuples de la Russie.

## Culture

### Littérature
Anna Nerkagui est une auteure nénètse. Son œuvre, en langue russe et en partie autobiograpique, s'inspire de thèmes typiques de la société nénètse moderne.

### Filmographie
- Films documentaires
  - Thierry Machado et Stéphane Peyron, Dans la nature avec Stéphane Peyron : Les Nenetses dans la toundra sibérienne, France, 1994.
  - Markku Lehmuskallio et Anastasia Lapsui, 7 chants de la Toundra, Finlande, 1999.
  - Thierry Machado, Stéphane Peyron et Philippe Poissonnier Dans la nature avec Stéphane Peyron: Les Nenetses, bergers du Pôle, France, 2004.
  - Pascal Sutra Fourcade et Frank Desplanques, Thalassa : Nenetses, nomades en Sibérie, France, 2006.
  - Anastasia Lapsui (en) et Markku Lehmuskallio, Nedarma - Le Voyage perpétuel, Finlande, 2007.
  - Christian Gaume et Franck Desplanques, Rendez-vous en terre inconnue : Charlotte de Turckheim chez les Nénètses, France, 2007.
  - Daniel Mermet, "Là-bas si j'y suis" (émission radiophonique de France Inter) : Rencontre avec les Nenetses, 2007-2008.
  - Markku Lehmuskallio et Anastasia Lapsui, Neko, dernière de la lignée, Finlande, 2010.
  - Sergio Ghizzardi, Gaz russe, la dernière route des Nenets, Belgique, 2023.

#### Droit international
- Anthropologie juridique, Coutume, Savoirs traditionnels
- Peuple autochtone, Droit des peuples autochtones (Déclaration des droits des peuples autochtones)
- Terra nullius, Doctrine de la découverte, Colonialisme, Colonisation, Décolonisation, Droit des peuples à disposer d'eux-mêmes